# Baltički put
Baltički put ili baltički lanac bile su mirne političke demonstracije, koje su se dogodile 23. kolovoza 1989. Oko dva milijuna ljudi uhvatilo se za ruke u obliku ljudskog lanca u rasponu od 600 km preko tri baltičke države - Estonske SSR, Latvijske SSR i Litavske SSR, tada republike Sovjetskog Saveza.
Time se obilježila 50. godišnjica pakta Ribbentrop-Molotov između Sovjetskog Saveza i nacističke Njemačke. Pakt i njegovi tajni protokoli podjele istočne Europe, doveli su do okupacije baltičkih država 1940. godine.
Demonstracije Baltičkog lanca organizirale su društveni pokreti, koji su se zalagali za neovisnost. U Litvi je to bio "Sąjūdis", u Latviji "Latvijas Tautas Fronte", a u Estoniji "Rahvarinne". Prosvjed je osmišljen, kako bi privukao globalnu pozornost pokazujući želju svih triju naroda za neovisnost. Također je pokazana solidarnost među ta tri naroda. Događaj je opisan kao kampanja, koja je polučila učinkovit publicitet i emocionalno-vizualno zadivljujući prizor. Baltički aktivisti objavili su, da je na snazi ilegalna sovjetska okupacija i izražili su želju za neovisnošću baltičkih republika, ne toliko kao političko pitanje, već kao moralni problem. Sovjetske vlasti u Moskvi odgovorile su na događaj intenzivnom retorikom. 
U roku od šest mjeseci od prosvjeda, 11. ožujka 1990. Litva je postala prva republika Sovjetskog Saveza koja je proglasila neovisnost.